# آووت
آووت ‎/a.ut/‏ هي بلدية فرنسية تقع في إقليم الأردين في منطقة غراند إيست.   